# Greenspoon-Effekt
Der Greenspoon-Effekt ist ein Begriff der Psychologie und bezeichnet den Einfluss von bestätigenden Reaktionen des Versuchsleiters auf das Antwortverhalten der Versuchsperson: Positiv verstärkte Antworten werden häufiger gegeben als solche, die nicht verstärkt werden.

## Das Greenspoon-Experiment
1955 führte J. Greenspoon ein Experiment zur verbalen operanten Konditionierung durch, also Lerneffekten durch sprachliche Verstärker. Das Experiment verwendete eine Aufgabe, bei der die Versuchspersonen innerhalb von 25 Minuten so viele Worte wie möglich nennen sollten. Dabei wurde die Nennung von Substantiven im Plural dadurch verstärkt, dass „mmm-hmm“ ertönte. Im Experiment führte bereits diese minimale Verstärkung dazu, dass die Häufigkeit der verstärkten Antwort zunahm. Der Greenspoon-Effekt wurde durch mehrere Variationen des ursprünglichen Experimentes bestätigt.

## Bedeutung
Der Greenspoon-Effekt zeigt deutlich, dass das Verhalten des Versuchsleiters das Verhalten der Versuchspersonen und damit die abhängigen Variablen beeinflusst. Er ist ein Aspekt des Versuchsleitereffekts.